# Periklís Iakovákis
Periklís Iakovákis (Grieks: Περικλής Ιακωβάκης) (Patras, 24 maart 1979) is een Griekse atleet gespecialiseerd in de 400 m horden. Hij is de Grieks recordhouder en meervoudig Grieks kampioen op deze afstand. Hij nam in totaal viermaal deel aan de Olympische Spelen, maar won hierbij geen medailles.
Tijdens zijn sportcarrière kwam hij voornamelijk uit op de 400 m horden, maar is ook een aantal maal succesvol op de 400 meter uitgekomen. Zo won hij in 1995 een zilveren medaille op het Europees Olympisch Jeugd Festival en in 1997 een zilveren medaille op het EK junioren in het Sloveense Ljubljana (achter de Spanjaard David Canal en voor de Brit David Naismith). In 1999 behaalde hij de halve finale op het WK indoor in Maebashi.
Op de 400 m horden behaalde hij in 1998 zijn eerste internationale succes met het winnen van het goud op de WK junioren in Annecy in 49,82 seconden. Zijn eerste medaille op een grote senioren wedstrijd behaalde hij in 2003 op het WK in Parijs. Hier won hij het brons in 48,24 seconden, achter de Dominicaan Félix Sánchez (goud) en de Amerikaan Joey Woody (zilver).
Iakovákis liep zijn persoonlijk record van 47,82 seconden op 6 mei 2006 in Osaka, tijdens een IAAF-wedstrijd. Hij werd Europees kampioen bij de Europese kampioenschappen atletiek 2006 in Göteborg. In Osaka op de wereldkampioenschappen atletiek 2007 werd hij in de finale zesde. Op de Olympische Spelen van 2008 in Peking behaalde hij een achtste plaats op de 400 m horden. Vier jaar later op de Olympische Spelen van Londen sneuvelde hij in de series met 50,27.
Hij is aangesloten bij AE Lehenon.

## Titels
- Grieks kampioen 400 m horden - 1998, 1999, 2000, 2001, 2002, 2003, 2004, 2005, 2006, 2008
- Wereldjeugdkampioen 400 m horden - 1998

## Persoonlijke records
Indoor
| Onderdeel    | Prestatie | Datum       | Plaats    |
| ------------ | --------- | ----------- | --------- |
| 400 m        | 46,35 s   | 7 juli 2002 | Rethimnon |
| 400 m horden | 47,82 s   | 6 mei 2006  | Osaka     |

Outdoor
| Onderdeel | Prestatie | Datum            | Plaats  |
| --------- | --------- | ---------------- | ------- |
| 400 m     | 47,03 s   | 13 februari 1999 | Piraeus |

## Palmares

### 400 m
- 1995:  Europees Olympisch Jeugd Festival - 48,57 s
- 1997:  EK junioren - 46,68 s

### 400 m horden
Kampioenschappen
- 1998:  WK U20 - 49,82 s
- 1999:  EK U23 - 49,97 s
- 2000: 3e in serie OS - 50,20 s
- 2001:  EK U23 - 49,63 s
- 2001:  Middellandse Zeespelen - 50,21 s
- 2001: 4e Universiade - 48,87 s
- 2001: 5e in ½ fin. WK - 49,38 s
- 2002: 5e EK - 49,07 s
- 2002:  Europacup B - 49,84 s
- 2003:  Europacup - 49,23 s
- 2003:  WK - 48,24 s
- 2003: 6e Wereldatletiekfinale - 49,25 s
- 2004: 4e in ½ fin. OS - 48,47 s
- 2005:  Europacup B - 50,08 s
- 2005: 5e in ½ fin. WK - 49,28 s
- 2006:  Europacup B - 49,49 s
- 2006:  EK - 48,46 s
- 2006:  Wereldatletiekfinale - 47,92 s
- 2007: 6e WK - 49,25 s
- 2008: 8e OS - 49,96 s
- 2009:  Europese teamkampioenschappen - 50,09 s
- 2009: 5e WK - 48,42 s
- 2009:  Wereldatletiekfinale - 48,90 s
- 2010: 5e EK - 49,38 s
- 2012: 5e in serie OS - 50,27 s

Golden League-podiumplekken
- 2003:  Weltklasse Zürich – 48,25 s
- 2005:  Meeting Gaz de France – 48,71 s
- 2006:  Weltklasse Zürich – 47,92 s

### 4 x 400 m
- 2013:  Middellandse Zeespelen - 3.07,36

## Prestatieontwikkeling
- 2015: 50,84 s
- 2012: 49,04 s
- 2011: 50,26 s
- 2010: 49,38 s
- 2009: 48,42 s
- 2008: 48,69 s
- 2007: 48,35 s
- 2006: 47,82 s
- 2005: 48,24 s
- 2003: 48,17 s
- 2002: 48,66 s
- 2001: 48,87 s
- 2000: 49,35 s
- 1999: 49,53 s
- 1998: 49,82 s